# Río Rudrón
Río Rudrón är ett vattendrag i Spanien.   Det ligger i regionen Kastilien och Leon, i den norra delen av landet, 260 km norr om huvudstaden Madrid.